# S4 리그
《S4 리그》(S4 League)는 (옛)펜타비전(현 게임온스튜디오)에서 개발한 3인칭 슈팅 게임이다.
2007년 3월 발매된 디제이맥스 포터블2의 패키지 내에 삽입된 광고지로 처음 공개되었다. 제목인 S4 리그는 Stylish, eSper, Shooting, Sports의 4개의 S와 게임 전체가 하나의 스포츠 셉에서 왔다는 의미로 '리그'라는 단어를 붙여서 사용하고 있다.
유저들은 한 명의 캐릭터를 조작하며, 해당 캐릭터의 체력이 0이 되면 사망시도할 수 있으며, 키보드를 통해서 캐릭터의 이동과 무기의 변경, 스킬의 사용을 조작하고 마우스를 이용해서 무기와 스킬의 타겟팅과 사격을 수행하게 된다. 유저는 각 게임 상의 모드에 따라서 상대팀 캐릭터를 다운시키거나 주어진 볼을 상대진영 골 포스트까지 운반시켜서 점수를 득점하게 된다.

## 주요 특징
S4 리그는 일반적인 밀리터리 FPS 게임과는 달리 실존하지 않는 가상 공간을 배경으로 하고 있다. 때문에, 캐릭터의 움직임, 등장하는 무기, 배경이 되는 맵 모두 비현실적인 컨셉을 가지고 있다.
일반적으로 획일화된 공격형태를 가지고 있는 밀리터리 FPS 게임과는 달리 각각의 무기마다 공격형태가 판이하게 달라 각자의 개성과 전략에 따라서 조금 더 자유롭게 게임을 플레이할 수 있다. 또, 각 플레이어들은 자신의 캐릭터에 하나의 고유할 스킬을 장착시킬 수 있는데, 이 스킬들은 직접적인 공격능력은 없지만 자신의 캐릭터가 상대와의 교전에서 유리 수 있도록 도와주는 역할을 하게 된다. 또한 한 계정은 캐릭터를 총 세 개까지 보유할 수 있으며, 이 캐릭터들은 인벤토리와 캐릭터 정보를 공유한다.
게임에 참가하는 각 캐릭터들은 체력을 의미하는 HP 외에도 특수능력을 사용할 때 필요한 SP를 가지고 있다. 이 SP는 스킬의 사용, 회피 이동, 대쉬, 벽 점프 기술 사용시 소모되며, 해당하는 기술들을 사용하지 않을 때에 터치 다운 모드에서 펌비를 가지지 않은 상태라면 일정한 속도로 회복된다. SP량에 따라 각 플레이어의 스킬/특수이동의 총 횟수에 제한을 받으며, SP가 모두 소모 된 경우 움직임이 단순한 이동과 점프 정도로 제한된다. 터치다운 모드에서는 서로의 득점 차이에 따라 버프가 적용되며 2점차, 3점차, 4점차 이상일 때에 등차적으로 적용된다. 적용되는 버프는 공격력 향상, 크리티컬율 향상, 펌비를 획득할 경우의 SP소모량 하향(4점차 이상부터는 SP소모량, 회복량 소멸)이 있다.
게임 내에는 CTF 방식의 터치다운, 일반적인 슈팅게임 방식인 데스매치, 일정 스토리를 따라 몬스터를 잡는 아케이드, 1:多 방식의 체이서와 Free For ALL 방식의 배틀로얄, 모든 플레이어가 왕이되어 싸우는 캡틴모드, 그리고 점령전 형태의 시즈모드가 있다.

## 게임 모드

### 팀 데스매치 모드
게임을 플레이하는 사용자들은 각각 알파팀과 베타팀으로 진영을 나누고, 상대팀의 캐릭터를 다운시켜서 점수를 획득한다. 각 팀의 플레이어가 적 팀을 한 번 다운시킬때마다 자신의 팀에 1점이 가산되며, 사전에 정해진 목표 점수에 먼저 도달한 팀이 생기거나, 제한 시간이 종료되어 더 많은 점수를 득점한 팀이 승리하게 된다. 플레이어는 다운되더라도 일정 시간이 지난 뒤에 다시 리스폰되어 게임이 끝나기 전까지 계속해서 전투에 참여할 수 있다.
총 점수 / 플레이 시간
40점 / 10분
60점 / 15분
80점 / 20분
100점 / 30분
개인별 점수를 얻는 방법
적 플레이어를 직접 다운시킬 경우 +2점
어시스트 + 1점
1/크리티컬 판정으로 공격
2/일정 시간 내에, Hp를 50% 이상 깎거나, 다운 된 후 재차 공격하여 다운시킨 경우
힐 어시스트 + 1점
아군의 Hp를 50 채울 경우(크리티컬, 통상 판정을 따지지 않는다)

### 터치다운 모드
게임 플레이어들은 각각 알파팀과 베타팀으로 진영을 나누게 된다. 전체 맵의 중앙지역에 일종의 볼 역할을 하는 펌비가 있으며, 이 펌비가 있는 위치로 캐릭터가 이동할 경우 그 플레이어는 펌비를 들 수 있다. 이 펌비는 캐릭터가 사망하거나 리셋지역으로 이동하기 전까지는 다른 캐릭터에게 소유권이 이전되지 않는다. 펌비를 가지고 있는 캐릭터가 상대 진영의 포스트(골대)까지 이동하는 데 성공할 경우 그 캐릭터가 소속된 팀에 1점이 가산된다. 두 팀중 한 팀이 목표 점수에 도달할 경우 게임이 종료되며, 제한시간이 종료될 경우 더 많은 점수를 가지고 있는 팀이 승리하게 된다. 만약 제한 시간이 다 소요되었을 때, 양 팀이 동점인 경우, 팀별 플레이어들의 종합점수(각 팀의 킬, 어시스트등 공격 또는 수비 활동에 대한 포인트-아래 참고)의 합산해 점수가 많은 쪽이 승리하게 된다.
터치다운 모드에서 플레이어가 펌비를 획득하였을 경우, SP는 일정한 속도로 소모되며 회복이 되지 않는다. 단, 실력 보정기능, 통칭 버프,
에 해당할 경우 SP의 소모량이 달라진다.
최종점수 / 플레이시간
4점 / 10분
6점 / 15분
8점 / 20분
10점 / 30분
개인별 점수를 얻는 방법
통상
타 플레이어를 직접 다운시킬 경우 +2점
킬 어시스트 +1점
힐 어시스트 +2점
디펜스
펌비를 든 적 플레이어를 직접 다운시킬 경우 +4점
디펜스 어시스트 +2점
오펜스
펌비를 든 상태로 타 플레이어를 직접 다운시키거나
펌비를 든 아군 플레이어에게 공격을 받은 적 플레이어를 다운시킬 경우 +4점
오펜스 어시스트 +2점
펌비 획득 +2점
골 +10점
골을 넣은 캐릭터 직전에 공을 가지고 있었을 시 -어시스트 +5점

### 아케이드 모드
아케이드모드에는 시나리오, 트레이닝, 컨퀘스트가 있다. 시나리오모드는 기존 S4리그의 세계관을 체험해볼 수 있고, 트레이닝모드는 무기트레이닝과 제한시간안에 적군을 더 많이 잡거나, 제한시간은 없지만 정해진 적군을 잡는 타임어택이 있다.단 무기트레이닝은 클리어시에 소량의 펜을 주는데,처음 한번만 펜을 주고 다음에는 주지 않는다. 컨퀘스트모드는 <시즌5 - 원더랜드>에서 나온모드로 총 8라운드동안 생존하며 적군을 물리치는 모드이다. 컨퀘스트모드에서는 팀원이 있을경우 한번 죽고난뒤에 다음 라운드로 넘어가야 다시 부활이 가능하다.
시나리오모드의 난이도에 따른 리스폰 제한
보통 - 10회
어려움 - 5회
에스퍼 - 3회

### 체이서 모드
술래잡기와 비슷한 형식으로 최대 12명의 유저가 한 방에서 할 수 있으며 방의 유저들 중 1명이 랜덤으로 '추격자'로 선택된다. 추격자가 될 경우 공격력과 방어력이 대폭 상승한다. 나머지 유저는 점수가 높은 순서대로 타겟이 되며 타겟이 된 유저는 표시가 붙게 되어 맵 어디에 있더라도 대략적인 위치가 보이게 된다. 타겟이 죽을 경우 다음 등수의 유저가 타겟이 된다. 추격자는 자신을 제외한 모든 유저를 잡을 경우 승리하고 나머지 유저들은 추격자를 잡거나 시간이 다 될 때까지 한명이라고 생존해 있어야 승리한다. 추격자가 될 경우 '바이러스'가 따라붙는데 이 바이러스를 공격해도 대미지를 받으나 바인드는 걸리지 않는다. 또한 추격자 자신 이외의 모든 유저가 붉은 빛의 형체로 보이게 된다. 시간은 방의 인원수에 비례하여 정해지고 최대 2분이다. 시간이 다 되거나 어느쪽이 승리하여 끝날 경우 다시 체이서가 선택되며 최종 시간이 끝나면 게임은 종료하게 된다. 체이서 모드의 점수 계산은 다음과 같다.
개인별 점수를 얻는 방법
체이서의 경우
일반 킬 +2점
보너스(타겟)킬 +4점
그 외 유저의 경우
추격자를 일정 이상 대미지를 입혔을 경우 +2점
시간 끝까지 생존 보너스 +15점
한 명이상 게임이 끝날때까지 살아있었을 경우 승리 점수 +5점

### 배틀로얄 모드
최대 12명이서 하는 개인전이다. 게임 방법은 일정 시간안에 자신의 제외한 모든 적들을 다운시켜 나가면서 점수를 벌어서 최종 점수에 도달할때까지 싸운다. 점수로 순위를 가리며, 1위는 항상 타겟팅이 되어 모든 플레이어들에게 대략적인 위치를 보이게 된다. 또한 1위는 다른 사람을 다운시켰을 때보다 더 큰 점수를 주므로 다른 유저들의 공격 대상이 되기 쉽다.
개인별 점수를 얻는 방법
타 플레이어를 직접 다운시킬 경우 +2점
킬 어시스트 +1점
1위를 직접 다운시킬 경우 +5점

### 캡틴 모드
3주년 기념으로 탄생된 최대 12명까지 가능한 팀전이다. 모든 플레이어는 체력이 높은 캡틴(기본 HP 500, 인원수에 따라 조정.)이 되어 상대방의 캡틴을 모두 다운시키면 된다. 만약 캡틴이 다운 될 경우, 다운된 플레이어는 라운드가 끝나기 전 까지는 캡틴이 될 수 없다. 캡틴을 다운 시킬 시 큰 점수를 얻게된다. 일반 플레이어는 적 캡틴이 어디에 있는지 대략적인 위치를 알 수 있게 되며, 일반 플레이어라도 캡틴을 다운 시킬 수 있다.
한 경기 마지막까지 적 캡틴이 살아있지 않을 경우, 이를 도미네이션이라 하는데, 이때 큰 점수를 얻을 수 있다.
개인별 점수를 얻는 방법
캡틴을 직접 다운 시킬 경우 +5
킬 어시스트 +1
킬 점수 +2
힐  어시스트 +1
팀별 점수를 얻는 방법
도미네이션 +5
캡틴의 HP는 각 팀의 팀원HP의 합이 동등하도록 설정되어 있다.
즉, 알파팀원이 4명, 베타팀원이 5명이라면, 알파팀원은 각각 HP500씩, 베타팀원은 각각 HP400씩을 분배받는다. 하지만 이는 HP의 단순 계산이며, 실제의 인원 수는 '화력'에 지대한 영향을 주기 때문에 공정한 승부의 목적에는 잘 들어맞지 않는다는 문제가 있다.

### 시즈모드
S4리그 시즌 2 아이언아이즈가 업데이트되면서 추가된 신규 모드다. 점령지를 빠르게 점령하며 서로 뺏고 뺏기는 땅따먹기 형식의 게임모드이다. 점령지를 점령하면 많은 버프 아이템들이 나오는데, 이것들을 이용하여 더욱 전략적으로 플레이할 수 있다. 점령지를 점령한 후에도 지속적으로 아이템이 나온다.
점수를 얻는 방법
점령 +5
점령 어시스트 +1
점령지에서 나오는 아이템중 +1을 먹는 경우 +1
킬 점수 +2
킬 어시스트 +1
힐 어시스트 +1

## 맵
각 게임 모드에 따른 맵의 종류는 다음과 같다.
| 터치다운 | 데스매치 | 아케이드                              | 체이서                                                                                    | 배틀로얄            | 캡틴                                                                      | 시즈                                     |
| --- | --- | ------------------------------------- | ----------------------------------------------------------------------------------------- | ------------------- | ------------------------------------------------------------------------- | ---------------------------------------- |
| - 터널 - 스테이션1 - 스테이션2 - 스테이션3 - 하이웨이 - 올드스쿨 - 네덴-3 - 템플-M - 콜로세움 - Side-3 - 하이퍼리움 - 러스티 가든(삭제) - 원더 랜드 - 아이스 스퀘어 | - 네덴-1 - 네덴-2 - 네덴-3 - 하이웨이 - 서클 - 블록버스터 - 루나-2 - 홀리데이 - 아지트-EX - 아지트 - 올드문(현재 올드문은 맵선택창에서 없어진 상태) - 스페이드-A - 트레져 | - 커네스트1 - 큐브 코드 - 큐브 디펜스 | - 커네스트2 - 템플-O - 서클2 - 블록버스터 - 오피스 - 나이트메어 - 앨리스하우스 - 글레이브 | - 갤리온 - 네오니악 | - 올드문(현재 올드문은 맵선택창에서 없어진 상태) - 나이트메어 - 아지트-EX | - 스카이라인 - 아이언하트 - 블레이드시티 |

## 무기
| S4의 무기 이름  | 무기의 종류 | 설명 | 장탄수             | 재장전의 형식  | 유니크 명칭                                                       |
| --------------- | ----------- | --- | ------------------ | -------------- | ----------------------------------------------------------------- |
| 서브 머신건     | 연발식 총기 | SMG류. 한번의 클릭으로 4발이 연사되며 재장전 시간은 보통이다. 크리티컬 4히트시 라이프 100을 단번에 깎을 수 있는 대미지와 적당한 집탄율로 벨런스가 좋아 널리 쓰인다. | 30 / ∞             | 풀 장전 형식   | DHa-41, 샤크 서브머신건                                           |
| 세미 라이플     | 연발식 총기 | 라이플류. 한번의 클릭으로 4발이 연사되며 재장전 시간이 빠르다. 라이플이므로 원거리에서 쏘기 좋도록 반줌인 기능이 있고 집탄율이 서브머신건에 비해 좋기 때문에 멀리있는 적을 상대하기 좋다. 다만 공격력이 약하므로 크리티컬을 노리는 것이 유리하다. | 30 / ∞             | 풀 장전 형식   | 아야! 라이플                                                      |
| 헤비 머신건     | 연발식 총기 | 중화기류. 정확도는 떨어지지만 장탄수가 많고 빠른 연사력을 가졌으며 대미지가 강력하다. 또한 1발씩 발사가 가능하며 이 총으로 피격당할 시 소리가 안난다는 특징을 가졌다. 다만 사용 시 클릭 후 약간의 예열시간이 있으며(발사 도중 캔슬당할 경우 다시 예열해야 한다.) 장전속도와 이동속도가 무기 중 두 번째로 느려 스킬 등과 함께 쓰는 것이 좋다. | 100 / ∞            | 풀 장전 형식   | 메탈스톰                                                          |
| 터렛            | 연발식 총기 | 중화기류. s4리그최초 거치형 무기. 랜덤 탄착군으로 정확도는 많이 떨어지는편이며 예열시간도 있다. 헤비 머신건과는 다르게 우클릭시 시즈모드로 변형이된다. 시즈모드로 변형시 강력한 집중포화가 가능하지만 움직일수없다는 단점과 시야각이 90˚가 채 안되는 절망적인 상황이 연출된다. 장전속도와 이동속도가 헤비머신건보다 느려 현재 가장 느린 이동속도를 보유하고있다. | 100 / 200          | 풀 장전 형식   | 쉐도우 터렛                                                       |
| 가우스 라이플   | 연발식 총기 | 라이플류. 다른 무기와 달리 연사 시 반동처럼 점점 포인터의 위에 맞는다(5발까지). 하지만 1~2발씩 쏘면 포인터의 정중앙에 적중하며(연발식 중 가장 정확도가 높다) 공격력이 매우 높고 매우 짧은 재장전 시간을 지녔다. | 25 / ∞             | 풀 장전 형식   | 드라큘라 라이플                                                   |
| 스매쉬 라이플   | 연발식 총기 | 라이플류. 탄창수가 많고 단발로 끊어서 쏠수있어 애용되는 무기. 공격력은 세미라이플과 비슷하며 특이하게도 유일하게 총기류 중에서 근접공격을 쓸 수 있다. 근접공격은 대미지가 약하고 리치도 짧지만 스톰배트의 강타와 판정이 같다. | 40 / ∞, 근접공격 ∞ | 풀 장전 형식   | 레이저 캣                                                         |
| 호밍 라이플     | 연발식 총기 | 유도형 라이플류. 빠른 연사속도를 가지고 있는 무기. 사각형의 조준점 안의 가까운 적을 쫓는 효과를 지녔으며 크리티컬 히트를 할 수 없다. 중거리 적은 총알이 쫓아가지 않는다. 본 무기는 처음 시작시 지급된다. | 30 / 60            | 풀 장전 형식   | 실버헌터 호밍 라이플, 버블 호밍 라이플                            |
| 어썰트 라이플   | 연발식 총기 | 라이플류. 단발로 끊어서 쏠수있고 빠른 연사속도를 가지고 있는 무기. 탄창제한이 있으며 조준점을기준으로 서서히벌어지는 탄착군을 형성한다. 서브머신건보다 아주약간 높은 정확도를 보유하고있으나 정확도면에서 밀리는모습을보인다. | 30 / ∞             | 풀 장전 형식   | 피라냐 어썰트, 코그휠 어썰트                                      |
| 스파크 라이플   | 연발식 총기 | 유도형 라이플류. 전기가 컨셉. 느린 탄의 속도로 사각형 조준점 안에서 랜덤하게 탄피가 날아간다. 호밍 라이플과는 다르게 유도기능이 없지만 낮은 확률로 크리티컬 히트가 발동한다. | 30 / 90            | 풀 장전 형식   | 슈팅 스타                                                         |
| 리볼버          | 단발식 총기 | 산탄류. 산탄총으로 1회 발사시 4발이 나가는 무기. 조준점을 중심으로 Y자로 총알이 날아가며(총알 간의 거리는 총알의 이동거리에 비례한다.) 장전속도와 이동속도는 보통이다. 4발 모두 크리티컬 시 라이프 100이 단숨에 깎이며 1발이라도 맞으면 밀리기 때문에 칼을 상대하기에는 최적이다. | 7 / ∞              | 풀 장전 형식   | 퍼피 리볼버                                                       |
| 버스트 샷건     | 단발식 총기 | 산탄류. 한번의 탄환으로 5발을 쏠 수 있으며 1발은 중심에, 4발의 총알은 랜덤하게 날아간다. 이동속도와 장전 속도가 리볼버보다 느리므로 리볼버가 근거리에서 최적이라면 버스트 샷건은 중거리에서 최적의 효과를 볼 수 있다. 리볼버보다는 적지만 이 총 또한 맞은 상대가 밀린다. | 8 / ∞              | 풀 장전 형식   | 클래식 버스트 샷건                                                |
| 핸드건          | 단발식 총기 | 단발식 권총류. 총기류 가장 이동속도가 빠르고 연사속도 또한 단발식 중에서 가장 빠르다. 정확도와 대미지가 다른 총에 비해 떨어지지만(특히 정확도는 특이한 탄착군으로 통칭 로또건이라 불린다.) 발군의 이동속도로 스트라이커들에게 애용된다. 핸드건 또한 넉백효과가 있다. | 15 / ∞             | 풀 장전 형식   | 토이건 , 스컬 핸드건                                              |
| 에어건          | 단발식 총기 | 근접형 폭발류. 공기를 압축시켜 폭발시키는 것으로 적에게 대미지를 줌과 동시에 날려버리는 무기. 에너지를 축적할 수 있고 축적한 에너지가 높을수록 큰 대미지를 준다. 단, 축적할 시 이동속도가 현저히 떨어진다. | 3 / 3              | 풀 장전 형식   | 다이아몬드 에어건                                                 |
| 레일건          | 단발식 총기 | 저격류. 줌 기능이 있으며 에너지를 축적할 수 있고, 축적한 에너지가 높을수록 높은 대미지를 줄 수 있다.(풀 차지후 크리티컬 시 모든 상대가 1방.) 노차지로 적중시 대미지와 함께 경직을 줄 수 있고 풀차지로 적중시 적을 날릴 수 있다. 다만, 연사가 불가능하고 쏜 뒤에 딜레이가 있어 반 타이밍 늦게 공격이 된다. | 4 / ∞              | 부분 장전 형식 | 시그널 레일건 , 매드바니                                          |
| 샤프슈터        | 단발식 총기 | 저격류. 줌 기능이 있으며 에스퍼칩을 이용 최대 4발까지 연속사격이 가능하다, 적중시 적을 날릴 수 있다. | 4 / ∞              | 부분 장전 형식 | 엔틱 샤프슈터                                                     |
| 캐노네이드      | 단발식 총기 | 저격류. 마찬가지로 줌 기능이 있으며 에너지를 축적할 수 있고 축적한 에너지가 높을수록 강력한 대미지를 준다. 적중한 부분이 폭발하며 대미지를 주는 무기이므로 폭발 범위 안에 가장 많이 들어가는 몸통을 노릴 경우 크리티컬이 뜬다. 대미지는 레일건보다 약하지만 공격당한 적을 스플래쉬 범위 밖까지 밀어내는 효과가 있고 지형물이나 벽을 부수는 성능이 가장 뛰어나다. 이속은 느린 편이다. | 5 / ∞              | 부분 장전 형식 | 드래곤에이드                                                      |
| 그레네이드건    | 단발식 총기 | 투척류. 탄도가 수류탄처럼 곡선이고 탄속과 장전이 느린 편이다. 캐노네이드 풀차지를 압축시켜놨다고 생각하면 쉬운 무기로 적에게 접촉하거나, 시간이 지나면 폭발한다. 탄에 맞은 적은 경직과 함께 상당한 대미지를 받게 되며 스플래쉬 효과로 인해 시야가 일시적으로 가려지는 효과도 나타난다. 뭉쳐있는 적 다수를 향해 공격하면 상당한 효과를 낼 수 있지만 근접 폭발시 자신도 대미지를 받는다. 지형에 따라 굴러가거나 튕기는 모션이 나타난다. | 1 / 4              | 일부 장전 형식 |                                                                   |
| 어스 봄버       | 폭발형 유탄 | 투척류. 탄도는 그레네이드 보다 밑이나, 맞는 적에게 일정한 공격력과 넉백시키는 효과를 가지고 있다. 시간이 지나면 폭발한다.(패치로 인해 현재는 일정시간이 지나야 폭파) 근접 폭발시 자신도 피해를 받으며, 일시적 경직효과를 낼 수 있다. S4리그 팀킬가능 무기. 본 무기는 처음 시작시 지급된다. | 1 / 0              | 무 장전 형식   | 스컬 어스 봄버                                                    |
| 라이트닝 봄버   | 폭발형 유탄 | 투척류. 어스 봄버에 비하여 범위는 좁지만 적에게 랜덤한 대미지를 줄 수 있다. 근접 폭발시 자신도 피해를 받으며, 일시적 경직효과를 낼 수 있다. S4리그 팀킬가능 무기. | 1 / 0              | 무 장전 형식   |                                                                   |
| 센트리건        | 설치형      | 설치 시 작은 로봇이 생성된다. 적을 발견 시 4발의 총을 발사하며 그 후 약간의 딜레이가 생긴 뒤 다시 공격한다. 한 번 조준한 상대는 죽거나 도망쳐도 4발을 모두 정확히 발사한다. 피격시 상대를 밀어내는 효과가 있으나 앞쪽 약 120도까지만 공격한다는 단점이 있다.(단 앞쪽이라면 센트리건보다 위나 아래에 있는 상대도 공격한다.) 라이프가 존재해 일정 이상 공격당하면 파괴되고 새로운 설치를 하지 않는 이상 자체적인 이동은 불가능하다. 설치형 무기는 동시에 2개 이상 설치가 불가능하다. | 3 / 3              | 라이프         | 허니 비 센트리건                                                  |
| 센티넬          | 설치형      | 설치 시 작은 로봇이 생성된다. 크기는 센트리건보다 더 작으며 설치 후 범위 이내에 상대가 들어오면 폭발해 대미지와 동시에 스턴을 건다. 단 공격 범위가 짧으며 적이 빠르게 지나갈 경우 지나간 뒤에 발동될 때도 있다. 설치형 무기는 동시에 2개 이상 설치가 불가능하다. | 3 / 3              | 라이프         | 펌비 센티넬                                                       |
| 플라즈마 스워드 | 근접무기    | 바스타드소드형. 마우스 왼쪽 짧게 클릭, 길게 클릭, 오른쪽 클릭, 공중에서 왼쪽 클릭으로 총 4가지의 기술을 쓸 수 있다. 각각 나열하면 약베기는 연속 공격이 가능하며, 강베기는 적을 날려버린다. 돌진은 빠른 속도로 돌진해 공격하며 점프 후 찍기 공격은 일시적으로 상대방을 스턴시킬 수 있다. | ∞                  | 무제한         | 테이저 스워드, 크리스탈 플라즈마 스워드                           |
| 카운터 스워드   | 근접무기    | 특수 근접무기. 마우스 왼쪽 짧게 클릭, 길게 클릭, 오른쪽 클릭, 공중에서 왼쪽 클릭으로 총 4가지의 기술을 쓸 수 있다. 각각 나열하면 약베기는 연속 공격시 모션이 바뀌면서 앞으로 전진하는 공격이 나간다. 강베기는 강한 올려치기로 상대를 날리는 효과를 내며 점프 후 찍기는 사선으로 떨어지며 공격한다. 가드는 칼류의 일부 공격으로 공격한 상대방에게 스턴을 줄 수 있다.(플라즈마 스워드의 찍기, 카운터 스워드의 강베기, 스톰배트의 찍기, 바이탈 쇼크의 공격,브레이커의 점프 및 챠지공격,트윈 블레이드의 챠징 공격과 2타공격,카타나의 특수공격,시그마블레이드의 변신 충격파는 가드가 불가능하다.) | ∞                  | 무제한         | 크로우 카운터 스워드 , 기요틴 카운터 스워드, 나이트 카운터 스워드 |
| 스톰배트        | 근접무기    | 둔기류. 마우스 왼쪽 클릭, 오른쪽 클릭, 공중에서 왼쪽 클릭으로 총 3가지의 기술을 쓸 수 있다. 각각 나열하면 강타는 상대방을 강하게 쳐서 멀리 날릴 수 있으며(칼류 공격 중 가장 높고 멀리 날린다.) 점프 후 찍기는 상대방에게 큰 타격을 입힐 수 있다. 스톰윈드는 배트를 빙빙 돌려 주위의 상대를 공격하는 기술로 총 3연타가 가능하고, 3타째 공격은 상대를 블로우시킬 수 있다. 이때 타이밍에 맞추어 공격할 시 스톰 이펙트가 추가되면서 대미지 또한 증가된다. | ∞                  | 무제한         | 크래쉬 배트, 후라이팬 배트                                        |
| 스파이 대거     | 근접무기    | 단검류. 마우스 왼쪽 클릭, 오른쪽 클릭 총 2가지의 기술을 쓸 수 있다. 왼쪽 클릭의 베기 공격은 타격시 경직이 걸리며 공격하는 도중에도 이동이 가능하다.(즉 왼쪽 클릭을 한 상태로 이동이 가능하다.) 오른쪽 클릭의 돌진 공격은 짧게 돌진하며 적을 완벽히 다운 시킬 수 있는 매우 높은 공격력을 지녔다. 기본공격의 경우 딜레이가 약간 있고 공격 중 이동이 가능하다. 11월 5일 패치로 디자인과 능력치가 변경되었다. 본 무기는 처음 시작시 지급된다. | ∞                  | 무제한         | 블러디 스파이 대거, 어쎄신 스파이 대거                            |
| 바이탈 쇼크     | 근접무기    | 장착무기류. 마우스 왼쪽 클릭의 1가지의 기술을 쓸 수 있다. 마우스 클릭 한 번으로 총 12번의 연타 공격이 가능하며, 전부 적중시 100의 라이프를 모두 깎는다. 또한 공격중에도 이동할 수 있다. 타격 도중엔 일시적으로 경직을 줄 수 있다. 현재는 판매되지 않는다. | ∞                  | 무제한         |                                                                   |
| 트윈 블레이드   | 근접무기    | 이도소태도형 쌍수무기류. Dark Lightning 업데이트로 공개된 무기. 챠지 공격 및 점프공격이 가능. 일반 공격으로는 2번의 행동으로 최대 4콤보가 가능하고 2타공격은 카운터스워드의 가드를 무시하며, 챠지공격은 SP50을 소모하여 상단을 공격하고 이 또한 카운터스워드의 가드를 무시하며, 점프공격은 대각선 아래의 적을 공격하여 날릴 수 있다. | ∞                  | 무제한         | 다크니스 트윈 블레이드, 타이치 트윈 블레이드                      |
| 브레이커        | 근접무기    | 둔기류. Dark Lightning 업데이트로 이후 공개된 무기, 강력한 휘두르기 공격을 한다. 일반 평타인 휘두르기 공격과 점프 공격, 우클릭 차징 공격이 있으며 차징공격 시 SP35를 소모하여야 공격할 수 있다.또한 점프 공격과 차징 공격에 한해서 일정거리의 오브젝트를 무시한 공격이 가능하고, 카운터스워드의 가드를 무시한다. | ∞                  | 무제한         | 게이트 브레이커                                                   |
| 마인드 쇼크     | 정신계열    | 정신무기류. 일정 범위 내의 상대만 공격할 수 있지만 근거리 유도기능이 있고 장애물을 통과할 수 있으며 대미지에 비례하여 소량의 흡혈 효과도 있다. 이동속도와 장전속도가 느리다. | 15 / ∞             | 부분 장전 형식 | 엘리스 쇼크                                                       |
| 마인드 에너지   | 회복계열    | 회복장치류. 근거리 유도기능이 있으며 아군을 회복시킨다. 이 무기로 아군을 회복시키면 킬 점수가 아닌 힐 점수를 받는다. 이속이 느리지만 장전속도는 빠르다. | 20 / ∞             | 부분 장전 형식 | 하트 오브 프린세스, 매직큐브                                      |
| 레스큐건        | 회복계열    | 투척식 회복장치류. 그레네이드건처럼 발사 시 곡선을 그리며 날아가며 그레네이드건보다 더 잘 날아간다. 닿으면 회복이 가능한 탄환을 쏘는데 직접 캐릭터가 닿아도 되고, 일정시간이 지나면 터지면서 근처의 캐릭터들이 회복된다. 마인드에너지와 다른점은 체력이 서서히 올라가는 것이 아닌 한방 한방 닿을때마다 올라가고 장전이 몹시 빨라서 급히 회복이 필요할 경우 매우 유용하다. 또한 마인드에너지는 1명씩만 회복이 가능했지만 레스큐건은 범위형 회복장치이므로 범위 안에만 있다면 전부 회복이 가능하다. 자신이 던진 탄환은 자신이 닿으면 회복이 되지 않지만 주위의 아군들은 회복이 된다. 단, 팀 구분 없이 회복이 되므로 아군보다는 적은양이지만 적팀을 회복시켜버릴수도 있다. | 1 / 12             | 부분 장전 형식 | DJ 레스큐건                                                       |
| 카타나          | 근접무기    | 일도류. Blade 업데이트로 공개된 2가지 무기 중 하나이다. 일본도인 카타나를 모델로 하였으며, 접이식 칼집과 더불어 S4의 컨셉에 맞는 미래형 무기로 탈바꿈했다. 좌클릭시 4연타 베기를 하며, 경직이 매우 높아서 안정적으로 4타를 타격할 수 있다. 우클릭시 차지 일섬(sp를 소모함.) 카운터 스워드의 가드 판정을 무시하고 데미지를 입힐수 있으며, 점프상태에서 왼쪽 버튼을 계속해서 누르면 공중 회전 공격, 땅에서 왼쪽 버튼을 꾹 누르면 1타캔슬 2타검풍공격 등이 가능하며 이 기술은 적을 블로우 시키는데 효과적이다. 공중회전의 경우 sp를 소모하지 않으면서 땅에 닿을때까지 앞으로 이동하므로 터치다운에서 기지 앵커링 스커들이 이용하기도 한다. | ∞                  | 무제한         | 진 카타나 , 비올라 카타나, 플레임 카타나                          |
| 시그마 블레이드 | 근접무기    | 변신형 대검류. Blade 업데이트로 공개된 2가지 무기 중 하나이다. S4리그 최초의 변신형 무기이며 우클릭으로 변신/해제가 가능하고 변신시 일정 sp가 소모된 후 지속적으로 소모되며 sp가 0이 되면 자동으로 변신 해제된다. 변신 전의 평타는 리치도 짧고 대미지가 센 편은 아니지만 2번 모두 히트하면 상대를 블로우시킬수 있고, 점프 공격의 경직이 매우 길어서 적을 묶어놓을 때 좋다. 변신 시 적이 근접해 있다면, 충격파가 나와 적들은 튕겨져 나간다. 또한 변신 후의 평타는 매우 강력하고 리치가 길며 평타 중 왼쪽 버튼을 꾹 누르면 회전베기를 하며 한번 더 클릭시 마무리일격을 한다. 따라서 캡틴 모드나 체이서 모드가 아닌 한, 변신 후의 평타 콤보만으로도 대부분 사망에 이르게 할 수 있다. 그러나 공격 후의 딜레이가 길어서 저격이나 반격 등에 쉽게 노출되므로 사용자의 상당한 컨트롤이 요구된다. | ∞                  | 무제한         | 번 시그마 블레이드, 코그휠 시그마 블레이드                        |

## 스킬
| 스킬 종류   | 이름               | 설명 | 가격 | 비고      | 유니크 스킬   |
| ----------- | ------------------ | --- | ---- | --------- | ------------- |
| 패시브 스킬 | HP 마스터리        | 캐릭터의 기본 체력을 30증가시켜준다. 캐릭터 생성시 10시간짜리가 지급된다. 과거 내구제 획득이 가능했으나 현재 불가능하다. |      |           |               |
| 패시브 스킬 | 연습용 HP 마스터리 | 캐릭터의 기본 체력을 15증가시켜준다. 캐릭터 생성시 지급되며 되팔기 및 버릴수가 없다.(과거에 생성한 몇몇 캐릭터는 이 스킬이 아예 없다.) |      | 기본 스킬 |               |
| 패시브 스킬 | SP 마스터리        | 캐릭터의 기본 SP를 40증가시켜준다. |      |           |               |
| 패시브 스킬 | 디텍트             | 일정범위 내의 상대 이름을 보이게 해주는 스킬이다. 상대의 설치 무기도 보여주며, 인비저블 상태의 적 또한 보여준다. |      |           |               |
| 액티브 스킬 | 앵커링             | 일정한 지점으로 체인을 던져 체인의 끝을 향해 고속으로 이동한다. 단, 로프가 지정된 곳에 닿기 전까지는 그 자리에서 기다려야 하며 최대 가능 거리가 존재한다. 스킬 시전키(기본은 Shift)를 지속함으로 조준이 가능하다. 스킬 시전을 지속하는 동안은 SP가 회복되지 않는다. |      |           | 서핑보드      |
| 액티브 스킬 | 플라잉             | 지속적으로 SP를 소모하며 캐릭터를 날 수 있게 된다. 스킬 시전 중에서도 공격을 할 수 있으나 이동시 속도가 느리고 피격당할 수 있는 범위가 날개까지 넓어진다. 피격 당할시 SP또한 소모된다. |      |           | 데스윙        |
| 액티브 스킬 | 바인딩             | 적 캐릭터를 3초간 움직이지 못하는 상태로 만든다. 맞은 적은 이동은 할 수 없으나 공격은 할 수 있게 된다. 또한 맞지 않는 경우 여러번 쓸 수 있으나 맞을 경우 5초의 쿨타임을 가지게 된다. |      |           | 소시지 바인드 |
| 액티브 스킬 | 실드               | 지속적으로 SP를 소모하며 캐릭터의 앞에 캐릭터보다 좀 더 큰 직사각형의 실드를 쳐서 상대방의 원거리 공격을 막는다. 단, 근접무기와 네이드(캐노네이드, 그레네이드)류, 정신계(마인드 쇼크, 마인드 에너지)는 막지 못한다. 자신을 포함한 아군의 공격은 관통하기 때문에 방어와 동시에 공격이 가능하다. 단 걷거나 선 동작 이외의 동작에선 시전이 불가능하며, 정신계 및 칼류와 동시에 사용할 수 없다. |      |           |               |
| 액티브 스킬 | 블록슈터 블록      | 캐릭터의 앞에 커다란 벽을 친다. 이 벽은 1분간 지속된다. 체력이 존재하므로 공격당할 경우 부서질 수 있으며 특히 캐노네이드, 그레네이드에 약하다. 1회에 SP사용량이 모든 스킬 중 가장 많다. |      |           | 토이블록      |
| 패시브 스킬 | 듀얼 마스터리      | 캐릭터의 HP와SP를 증가 시키는 스킬. SP 마스터리와 HP 마스터리를 일부 조정 시켜 합체한 스킬이라고 보면 된다. 예전엔 이벤트로 잠깐 나타난 스킬이긴 하지만 현재까지도 업데이트되지 않아 판매하지 않는 스킬이다. |      |           |               |

## 일반 아이템과 유니크 아이템의 차이점
유니크 무기는 일반 무기보다 공격력이 더 강력할 뿐만 아니라(일반 무기의 1.11배 정도) HP,SP,이동속도 또한 증가한다.(펫의 경우 방어력과 SP, 이동속도와 경험치 획득량이 증가)
그리고 캐쉬 복장은 S4리그의 사이버머니인 펜으로 구입할 수 있는 복장보다 능력치가 2배 이상 뛰어나다.(방어력,공격력,HP수치 등)
그러나 이것은 계급이나 전적,아이템 간 보정이 없어 고수들 만의 리그가 되고 있는 S4리그에서 초심자나 라이트 유저들을 배려하지 않는 시스템이라고 지적되기도 했다.
실제로 상점 아이템이나 운좋게 랜덤샵에서 주황 테두리로 얻을 수 있는 아이템만으로는 최대 HP 110 sp+12(체력마스터리 착용시 140)인데
모든 무기 유니크 착용,모든 복장(펫포함) 캐쉬 아이템으로 착용 시 최대 HP 131 sp+33(체력마스터리 착용시 161)으로 차이가 심하게 벌어진다.
거기다가 머리,상의,하의의 경우 방어력,공격력 옵션이 붙어 있는데 상점에서 펜으로 구매 가능한 아이템과 차이가 심하다.
(상점 아이템의 2배 정도)
그래서 일반 아이템을 가진 유저들은 아무리 실력이 좋아도 유니크 아이템의 화력에 실력이 따라가질 못하여 상대가 되지 못하는 경우가 많아서
초보유저들의 진입장벽이 실력이나 컨트롤보다 아이템 맞추는 것 때문에 높아져 버렸다.
이에 펜타비전은 아이템의 격차 및 초보 유저들의 진입 장벽을 줄이고자 캐쉬 아이템이 아닌 펜으로도 유니크 아이템을 얻을 수 있는 I의 캡슐이라는
아이템을 판매했지만 초보자에겐 턱없이 비싼 가격에 뽑기성 아이템인데다가 업데이트도 되지 않고 있어서 얻을 수 있는 유니크 무기의 종류도 매우 한정적이다.

## 바이러스
체이서용 악세사리로 체이서 확률을 조정해주며, 바이러스에 따라서 능력치가 다르다.
1. 데몬 바이러스
2. 조커 바이러스
3. 엘리스 바이러스
4. 아스테로이드 바이러스
5. 오필리아 바이러스
6. 릴리트 바이러스

1. 데몬 바이러스 : 일반 능력치 바이러스
2. 조커 바이러스 : 장전속도 증가, 이동속도 감소
3. 엘리스 바이러스 : 데미지 증가, 방어력 증가
4. 아스테로이드 바이러스 : 스턴 저항, 이동속도 현저히 감소
5. 오필리아 바이러스 : 데미지 증가, 방어력 증가
6. 릴리트 바이러스 : 데미지 증가, 방어력 증가

## 역사
- 2007년 7월 25일 : 1차 클로즈 베타 테스트 시작
- 2007년 9월 21일 : S4 리그 공식 팬클럽 슈퍼소닉 1기 모집
- 2007년 10월 6일 : 슈퍼소닉 랜파티 개최. 신규맵 스테이션-2 공개
- 2007년 11월 23일 : 티저 동영상 공개
- 2007년 11월 29일 : 프리오픈 베타 테스트 시작
- 2007년 11월 30일 : 게임 최대 인원을 12명으로 변경
- 2007년 12월 2일 : 하프타임 시간 25초로 변경.
- 2007년 12월 4일 : 오픈베타 테스트 시작
- 2007년 12월 11일 : 플레이어 랭킹 서비스 오픈, 신규 팀 데스매치 맵 네덴 3추가.
- 2007년 12월 20일 : 터치다운 전용 맵 하이웨이를 팀 데스매치에서도 사용 가능하게 변경.
- 2008년 1월 4일 : 게임중 점수차 버프 추가
- 2008년 1월 18일 : 신규 터치다운 맵 터널추가, 무기/스킬 라이센스추가, 리그 라이센스추가, 연습모드추가, 대기방에서도 인벤토리를 사용할 수 있게 수정.
- 2008년 1월 30일 : 채널 조정.
- 2008년 2월 4일 : SP 마스터리 스킬 추가. 친선게임 모드 추가. 방 개설시 옵션 다양화. 실력차 보정 추가.
- 2008년 2월 21일 : 신규 팀 데스매치 맵 서클추가.
- 2008년 2월 29일 : 무기제한 칼전추가.
- 2008년 3월 13일 : 클럽전 추가. 클럽 채팅 추가. 밸런스 조정 (블록 : 캐노네이드를 제외한 모든 무기에 대해 내구성 감소)
- 2008년 5월 22일 : 펌비샵 도입. 복장 내구제 도입. 최초 탄환수 제한무기 그레네이드건 추가.
- 2008년 8월 14일 : 밸런스 조정 (그레네이드 건 사용자가 그레네이드 건 폭발 범위 내에 있을시 같이 대미지를 입도록 수정)
- 2008년 12월 3일 : S4리그 전용 그래픽 카드 출시
- 2008년 12월 4일 : PvE 개념의 신규 게임모드 '아케이드' 추가.
- 2009년 5월 15일 : 체이서 모드 추가
- 2009년 7월 3일 : S4리그 전용 칸 애플리케이션 그래픽 카드 출시
- 2010년 7월 13일 : S4리그 북미지역 진출
- 2010년 7월 23일 : 배틀로얄 모드 추가
- 2010년 12월 7일 : 3주년 기념 캡틴모드 추가
- 2011년 1월 4일 : 캡틴모드 선 공개 어스 봄버와 개편 된 호밍 라이플 임시 추가
- 2011년 1월 21일 : Dark Lightning공개 및 신 바이러스, 무기 추가
- 2011년 2월 20일 : 5회 슈퍼소닉 결승전,BJ간담회 진행.
- 2011년 4월 18일 : 신규복장 남 : 리벨리어스 복장 여 : 릴리트 복장 추가,신규 근접무기 브레이커 추가
- 2011년 4월 26일 : 신규복장 추가,신규 근접무기 브레이커 공개
- 2011년 7월 26일 : 새로운 GUI업데이트, 신규모드 시즈모드 추가, 신규 시즈모드 맵 스카이라인,아이언하트추가.
- 2011년 8월 11일 : 펌비샵이 랜덤샵으로 교체.
- 2011년 8월 23일 " 랜덤샵에 기타무기카테코리 추가.
- 2011년 9월 6일 : 신규 터치다운 맵 러스티가든 추가.
- 2011년 12월 6일 : 무기류 피아 식별 기능 제거 (무기 색상은 피아식별 없이 원 색상으로 표시)
- 2011년 12월 20일 : "랜덤샵"에 "기능성 아이템"카테고리 추가.
- 2012년 2월 21일 : 인첸트 시스템 추가, 신규무기 "카타나"와 "시그마 블레이드" 사전배포, 무적시간 기능 개선(리스폰시 무적시간에 공격가능)
- 2012년 3월 13일 : 신규 데스매치, 캡틴모드 맵 "아지트-EX"추가 신규무기 "카타나","시그마 블레이드" 추가
- 2012년 3월 27일 : 일부 등급 및 전체 경험치 구간 조정 (아마추어 계급 추가, S1~S3 계급 삭제)
- 2012년 4월 24일 : 신규복장추가,시즌랭킹 시스템추가.
- 2012년 5월 8일 : 신규 데스매치 맵 아지트 추가.
- 2012년 6월 26일 : 신규 시즈모드 맵 블레이드시티 추가.
- 2012년 8월 7일 : 신규시즌 엘리스 시작. 미션아케이드모드 추가와 기존 아케이드모드의 리뉴얼,인게임 클럽시스템 도입.캐릭터 기본자세 변경.
- 2012년 9월 11일 : 신규 터치다운 맵 스테이션-3 추가.
- 2012년 10월 11일 : 터치다운 맵 스테이션-3 리뉴얼.
- 2012년 11월 6일 : 신규 체이서 맵 엘리스 하우스 추가.
- 2013년 1월 15일 : 신규 데스매치 맵 네덴-J 추가.
- 2013년 2월 13일 : 신규 터치다운 맵 원더랜드 추가.신규모드 컨퀘스트모드 추가.
- 2013년 4월 23일 : 신규 데스매치 맵 스페이드-A 추가.시범적으로 버닝시스템 도입.
- 2013년 5월 7일 : 신규 아이템 MP Fill 출시, 버닝시스템 시범종료
- 2013년 5월 21일 : (구)쇼크웨이브건 리뉴얼 라이트 머신건 출시 - 출시와 동시에 유니크 아이템 판매
- 2013년 6월 11일 : 데스매치 신규맵 공사장 추가, 컬렉팅북 시스템 도입, 인벤토리 아이템 되팔기 페이지 추가 및 버닝시스템 관련 이펙트 수정, 앵커링 스킬의 유니크인 서핑보드 도입
- 2013년 8월 13일 : 신규시즌 트레져헌터 시작, 코인 제거, 클럽 시스템 개편, 신규 데스매치 맵 트레져 추가 메탈릭 유니크 스킬 황금석상 메탈릭 도입
- 2013년 9월 10일 : 버닝 시스템 개편 (버닝 채널과 none버닝 채널로 분리)
- 2013년 10월 8일 : 신규 체이서 맵 그레이브 도입, 플라잉 유니크스킬 Death Wing 도입
- 2013년 10월 22일 : 신규무기 엑소사이드추가 및 유니크무기 데몬사이드 출시
- 2013년 12월 7일 : 제 8차 슈퍼소닉 결승전 및 유저 간담회 진행
- 2014년 1월 7일 : 새로운 디자인의 3D 스탠바이룸 업데이트
- 2014년 2월 11일 : 시즌7 '사이보그' 업데이트
- 2014년 2월 25일 : 최초로 발에 착용하는 '아이언부츠'업데이트 및 유니크스킬 '아이스블럭' 추가, 새로운 맵 '아이스 스퀘어' 업데이트
- 2018년 3월 14일 : 11년 끝에 서버종료